# فكتوريا (فوهة)
تعتبر فوهة فيكتوريا هي من أهم فوهات الصدم النيزكية على المريخ، ويبلغ قطر هذه الفوهة حوالي 730 متراً، وترتفع حوافها لأكثر من 70 متراً فوق مستوى قعر الفوهة. تتميز أن محيطها غير منتظم الشكل، حيث يحتوي على أماكن متناوبة أشبه بالرؤوس والخلجان تترسب فيها طبقات مختلفة من الرمال والأتربة التي تبدو بألوان متباينة. تشتهر هذه الفوهة بزيارة السيارة المريخية «أوبرتشنتي» لها في عام 2008، حيث دارت السيارة حولها ربع دورة بهدف العثور على مكان مناسب للدخول ثم عبرت الفوهة من جهة لأخرى لتقوم بدراستها وتصويرها بشكل كامل. إلا أن هذه الصورة ملتقطة من المركبة «مارس أوربيتر» التي تدور حالياً حول كوكب المريخ.
تعتبر فوهات الصدم النيزكية شائعة للغاية على سطح المريخ، وهي قد تكون هائلة الحجم حيث يصل قطر أكبرها إلى 2100 كيلومتراً. وقد تشكلت مثل هذه الفوهات بفعل ارتطام الأجرام النيزكية بسطح المريخ، الأمر الذي لا يزال يحدث حتى اليوم.